# Egyptisk film
Egyptisk film produceras framförallt i Kairo, som är centrum för landets filmindustri. Historiskt räknas 1940- och 1950-talen som en guldålder för den egyptiska filmen, under 1970-tal och 1980-tal blev det en nedgång och under 1990-talet och framåt har filmindustrin utvecklats i olika riktningar. Landets största filmfestival är Cairo International Film Festival som anordnats i staden årligen sedan 1976. 

## Historik

### Filmindustrins första faser

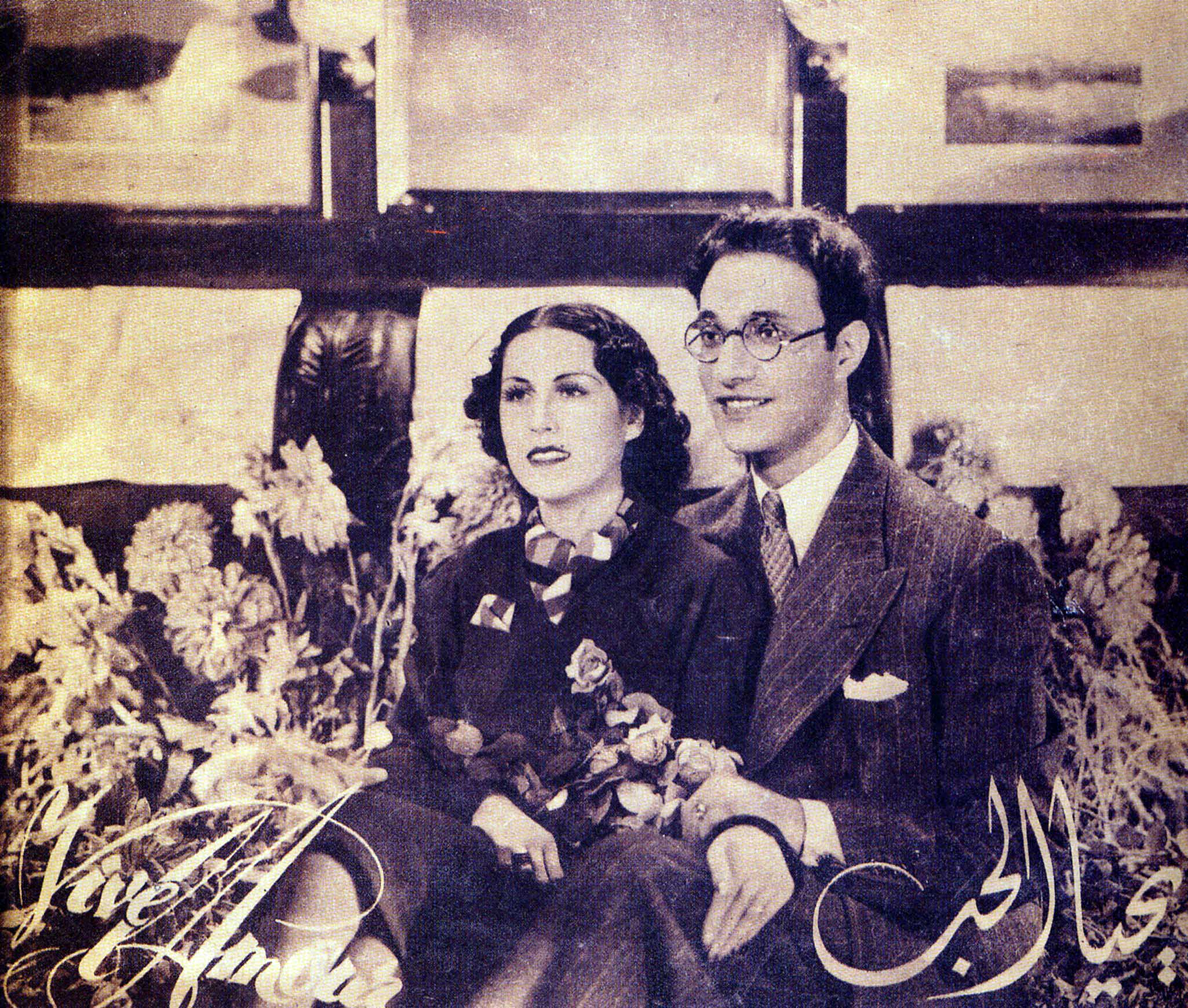
Affisch för filmen Yahya el hub (1938).

Från 1896 till 1930-talet, under stumfilmseran, gjordes endast ett fåtal filmer i Egypten. När ljudfilmen etablerade sig kom dock branschen igång mer och Kairo etablerade sig som ett regionalt filmcentrum.

### Guldåren

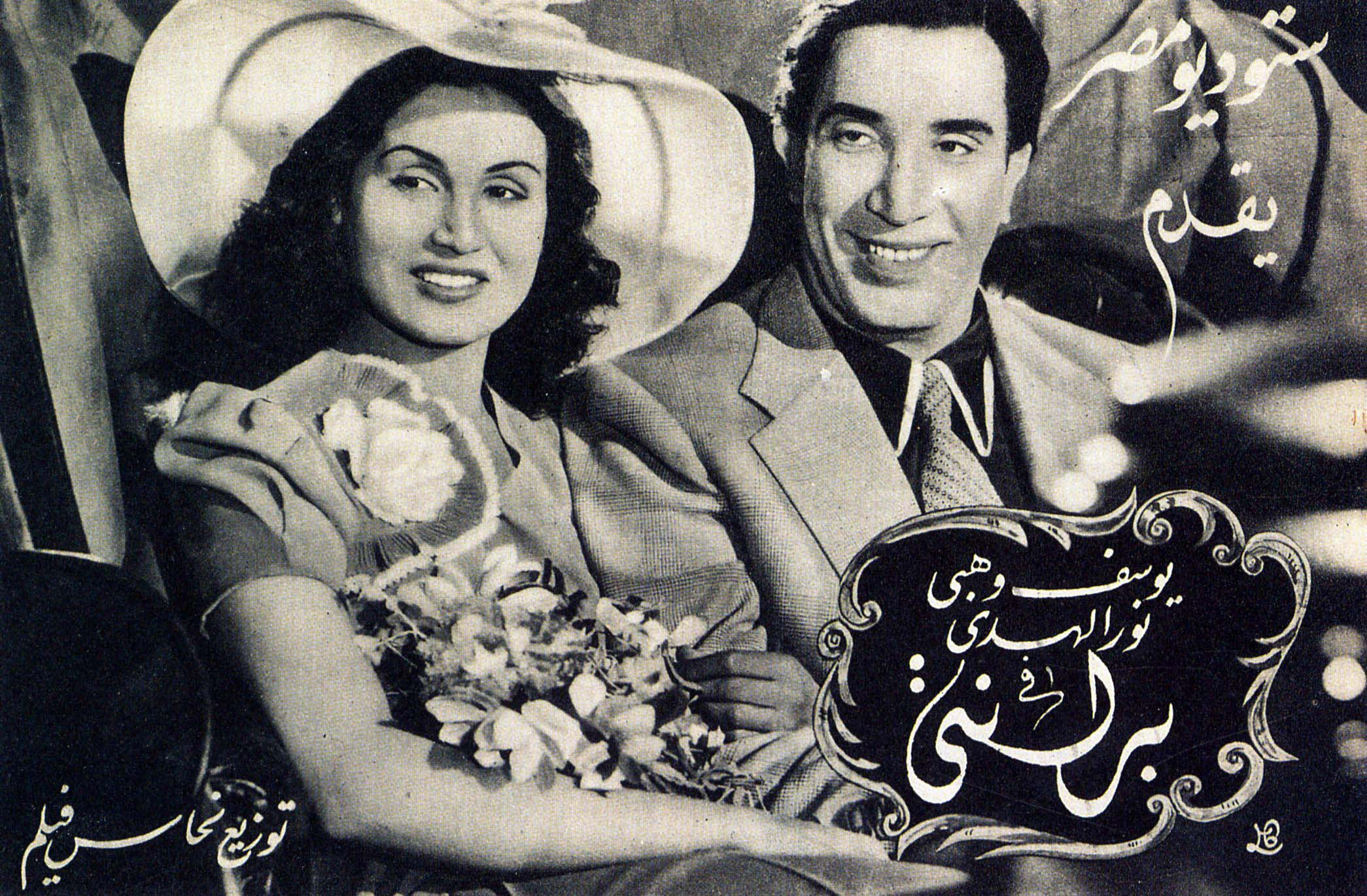
Affisch för filmen Berlanti (1944).

1940-tal och 1950-tal betraktas idag som en guldålder för den egyptiska filmen. De politiska förändringar som följde efter störtandet av kung Farouk 1952 hade till en början inte någon större effekt på filmbranschen.
Nasser-regimen fick dock kontroll över filmindustrin 1961, i samband med socialismens införande och 1966 hade landets filmindustri nationaliserats.

## Kända personer inom egyptisk film

### Regissörer
- Ahmed Badrakhan (1909–1969)
- Anwar Wagdi (1904–1955)
- Atef E-Taieb (19??–1995)
- Chadi Abdel Salam (1930–1986)
- Daoud Abdel Sayed (1946–)
- Ezzel Dine Zulficar (1919–1963)
- Hassan Al Imam (1919–1988)
- Henry Barakat (1912–1997)
- Hussein Kamal (1932–2003)
- Jehane Noujaim (1974–)
- Khairy Beshara (1947–)
- Maher Sabry (1967–)
- Mahmoud Zulfikar
- Marwan Hamed
- Mohamed Khan (1942–)
- Mohammed Karim (1896–1972)
- Salah Abu Seif (1915–1996)
- Shady Abdel Salam (1930–1986)
- Sherif Arafa (1960–)
- Tamer El Said (1972–)
- Yousry Nasrallah (1952–)
- Youssef Chahine (1926–2008)
- Youssef Wahbi (1898–1982)